# Buscant l'Eric
Buscant l'Eric (títol original en anglès: Looking for Eric) és una coproducció europea de 2009, dirigida per Ken Loach i escrita per Paul Laverty. Entre els actors es troben algunes celebritats com l'exjugador professional de futbol Eric Cantona i el baixista de The Fall, Steve Evets en el paper d'Eric Bishop. La cinta va rebre el Premi del Jurat Ecumènic al Festival de Canes 2009.
El director Ken Loach va dir sobre la pel·lícula: "Volíem refutar la idea que les celebritats són més que humans. I volíem fer una pel·lícula que gaudís del que vostè i jo denominariem solidaritat, però que uns altres denominarien suport dels teus amics de debò, i de la vella idea que som més forts com a equip que com a individus. Aquesta pel·lícula ha estat doblada al català.

## Argument
Eric Bishop és un carter, fanàtic del futbol, que veu com la seua vida està en crisi. Mentre pren cura de la seua neta, entra en contacte amb la seua exmuller, Lily, a la qual va abandonar després del naixement de la seua filla. Alhora, el seu fillastre Ryan amaga una pistola sota el terra de la seua habitació per complir l'encàrrec d'un mafiós. Són moments baixos, en els quals Bishop considera fins i tot el suïcidi. Però, després una curta sessió de meditació amb els seus companys carters, i de fumar cànnabis robada al seu fillastre, se li apareix una al·lucinació amb la forma del seu heroi, l'exfutbolista Eric Cantona, que l'aconsella.
A partir d'aquest moment, la seua relació amb Lily millora. A més a més, troba l'arma i s'enfronta a Ryan, que admet la seva relació amb les bandes de delinqüents. Bishop decideix retornar la pistola al mafiós, però es veu obligat a canviar de plans quan l'amenacen tot posant un gos Rottweiler dins del seu cotxe. El gàngster, a més, penja la humiliació de Bishop a Youtube. Tota la família és detinguda per la policia per una delació però no hi troben l'arma. Llavors, Cantona l'aconsella que demani ajuda als seus amics i "se sorprendrà" a si mateix. Bishop organitza l'"Operació Cantona", on dotzenes de seguidors del Manchester United, disfressats amb una màscara d'Eric Cantona, irrompen a la casa del mafiós i l'humilien a ell i als seus, amb l'amenaça de penjar-ho tot a Youtube. La pel·lícula conclou amb la graduació de la filla de Bishop, amb tota la seua família reunida.

## Repartiment
- Steve Evets com Eric Bishop
- Eric Cantona com ell mateix
- Stephanie Bishop com Lily
- Gerard Kearns com Ryan
- Stefan Gumbs com Jess
- Lucy-Jo Hudson com Sam
- Cole i Dylan Williams com Daisy
- Matthew McNulty com Eric de jove
- Laura Ainsworth com Lily de jove
- Maxton G. Beesley com el pare d'Eric
- Kelly Bowland com promesa de Ryan
- Julie Brown com Infermera
- John Henshaw com Meatballs
- Justin Moorhouse com Spleen
- Des Sharples com Jack
- Greg Cook com Monk
- Mick Ferri com Judge
- Smug Roberts com Smug
- Johnny Travis com Travis
- Steve Marsh com Zac
- Cleveland Campbell com Buzz
- Ryan Pope com Fenner

## Rebuda
- 2009. Nominació a la Palma d'Or
- Actualment posseïx un 85% de qualificació en Rotten Tomatoes.[3]